# Selección de fútbol sub-17 de Granada
La Selección de fútbol sub-17 de Granada es el equipo que representa al país en el Mundial Sub-17, en el Campeonato Sub-17 de la Concacaf y en la Copa Juvenil de la CFU; y es controlado por la Asociación de Fútbol de Granada.

## Participaciones

### Mundial Sub-17
| Año                         | Fase            | Posición        | PJ              | PG              | PE              | PP              | GF              | GC              |
| --------------------------- | --------------- | --------------- | --------------- | --------------- | --------------- | --------------- | --------------- | --------------- |
| China 1985                  | No se clasificó | No se clasificó | No se clasificó | No se clasificó | No se clasificó | No se clasificó | No se clasificó | No se clasificó |
| Canadá 1987                 | No se clasificó | No se clasificó | No se clasificó | No se clasificó | No se clasificó | No se clasificó | No se clasificó | No se clasificó |
| Escocia 1989                | No se clasificó | No se clasificó | No se clasificó | No se clasificó | No se clasificó | No se clasificó | No se clasificó | No se clasificó |
| Italia 1991                 | No se clasificó | No se clasificó | No se clasificó | No se clasificó | No se clasificó | No se clasificó | No se clasificó | No se clasificó |
| Japón 1993                  | No se clasificó | No se clasificó | No se clasificó | No se clasificó | No se clasificó | No se clasificó | No se clasificó | No se clasificó |
| Ecuador 1995                | No se clasificó | No se clasificó | No se clasificó | No se clasificó | No se clasificó | No se clasificó | No se clasificó | No se clasificó |
| Egipto 1997                 | No se clasificó | No se clasificó | No se clasificó | No se clasificó | No se clasificó | No se clasificó | No se clasificó | No se clasificó |
| Nueva Zelanda 1999          | No se clasificó | No se clasificó | No se clasificó | No se clasificó | No se clasificó | No se clasificó | No se clasificó | No se clasificó |
| Trinidad y Tobago 2001      | No se clasificó | No se clasificó | No se clasificó | No se clasificó | No se clasificó | No se clasificó | No se clasificó | No se clasificó |
| Finlandia 2003              | No se clasificó | No se clasificó | No se clasificó | No se clasificó | No se clasificó | No se clasificó | No se clasificó | No se clasificó |
| Perú 2005                   | No se clasificó | No se clasificó | No se clasificó | No se clasificó | No se clasificó | No se clasificó | No se clasificó | No se clasificó |
| Corea del Sur 2007          | No se clasificó | No se clasificó | No se clasificó | No se clasificó | No se clasificó | No se clasificó | No se clasificó | No se clasificó |
| Nigeria 2009                | No se clasificó | No se clasificó | No se clasificó | No se clasificó | No se clasificó | No se clasificó | No se clasificó | No se clasificó |
| México 2011                 | No se clasificó | No se clasificó | No se clasificó | No se clasificó | No se clasificó | No se clasificó | No se clasificó | No se clasificó |
| Emiratos Árabes Unidos 2013 | No se clasificó | No se clasificó | No se clasificó | No se clasificó | No se clasificó | No se clasificó | No se clasificó | No se clasificó |
| Chile 2015                  | No se clasificó | No se clasificó | No se clasificó | No se clasificó | No se clasificó | No se clasificó | No se clasificó | No se clasificó |
| India 2017                  | No se clasificó | No se clasificó | No se clasificó | No se clasificó | No se clasificó | No se clasificó | No se clasificó | No se clasificó |
| Brasil 2019                 | No se clasificó | No se clasificó | No se clasificó | No se clasificó | No se clasificó | No se clasificó | No se clasificó | No se clasificó |
| Indonesia 2023              | No se clasificó | No se clasificó | No se clasificó | No se clasificó | No se clasificó | No se clasificó | No se clasificó | No se clasificó |
| Catar 2025                  | No se clasificó | No se clasificó | No se clasificó | No se clasificó | No se clasificó | No se clasificó | No se clasificó | No se clasificó |
| Total                       | 0/20            | 0º              | 0               | 0               | 0               | 0               | 0               | 0               |

### Campeonato Sub-17 de la Concacaf
| Campeonato Sub-17 de la Concacaf | Campeonato Sub-17 de la Concacaf | Campeonato Sub-17 de la Concacaf | Campeonato Sub-17 de la Concacaf | Campeonato Sub-17 de la Concacaf | Campeonato Sub-17 de la Concacaf | Campeonato Sub-17 de la Concacaf | Campeonato Sub-17 de la Concacaf |
| Año                              | Ronda                            | J                                | G                                | E                                | P                                | GF                               | GC                               |
| -------------------------------- | -------------------------------- | -------------------------------- | -------------------------------- | -------------------------------- | -------------------------------- | -------------------------------- | -------------------------------- |
| 1983                             | No participó                     | No participó                     | No participó                     | No participó                     | No participó                     | No participó                     | No participó                     |
| 1985                             | No participó                     | No participó                     | No participó                     | No participó                     | No participó                     | No participó                     | No participó                     |
| 1987                             | No participó                     | No participó                     | No participó                     | No participó                     | No participó                     | No participó                     | No participó                     |
| 1988                             | No participó                     | No participó                     | No participó                     | No participó                     | No participó                     | No participó                     | No participó                     |
| 1991                             | No participó                     | No participó                     | No participó                     | No participó                     | No participó                     | No participó                     | No participó                     |
| 1992                             | No participó                     | No participó                     | No participó                     | No participó                     | No participó                     | No participó                     | No participó                     |
| 1994                             | No participó                     | No participó                     | No participó                     | No participó                     | No participó                     | No participó                     | No participó                     |
| 1996                             | No participó                     | No participó                     | No participó                     | No participó                     | No participó                     | No participó                     | No participó                     |
| 1999                             | No clasificó                     | No clasificó                     | No clasificó                     | No clasificó                     | No clasificó                     | No clasificó                     | No clasificó                     |
| 2001                             | No clasificó                     | No clasificó                     | No clasificó                     | No clasificó                     | No clasificó                     | No clasificó                     | No clasificó                     |
| 2003                             | No clasificó                     | No clasificó                     | No clasificó                     | No clasificó                     | No clasificó                     | No clasificó                     | No clasificó                     |
| 2005                             | No clasificó                     | No clasificó                     | No clasificó                     | No clasificó                     | No clasificó                     | No clasificó                     | No clasificó                     |
| 2007                             | No clasificó                     | No clasificó                     | No clasificó                     | No clasificó                     | No clasificó                     | No clasificó                     | No clasificó                     |
| 2009                             | No participó                     | No participó                     | No participó                     | No participó                     | No participó                     | No participó                     | No participó                     |
| 2011                             | No clasificó                     | No clasificó                     | No clasificó                     | No clasificó                     | No clasificó                     | No clasificó                     | No clasificó                     |
| 2013                             | No participó                     | No participó                     | No participó                     | No participó                     | No participó                     | No participó                     | No participó                     |
| 2015                             | No clasificó                     | No clasificó                     | No clasificó                     | No clasificó                     | No clasificó                     | No clasificó                     | No clasificó                     |
| 2017                             | No clasificó                     | No clasificó                     | No clasificó                     | No clasificó                     | No clasificó                     | No clasificó                     | No clasificó                     |
| 2019                             | Fase de grupos                   | 4                                | 2                                | 0                                | 2                                | 4                                | 7                                |
| Total                            | 1/19                             | 4                                | 2                                | 0                                | 2                                | 4                                | 7                                |

### Copa Juvenil de la CFU
| Año   | Ronda          | J            | G            | E            | P            | GF           | GC           |
| ----- | -------------- | ------------ | ------------ | ------------ | ------------ | ------------ | ------------ |
| 2006  | Fase de grupos | 3            | 0            | 1            | 2            | 1            | 8            |
| 2008  | No participó   | No participó | No participó | No participó | No participó | No participó | No participó |
| Total | 1/2            | 3            | 0            | 1            | 2            | 1            | 8            |